# Michael Lynk
Michael Lynk (Halifax, 1953) is een Canadees jurist en hoogleraar Recht.

## Beroepsmatige werkzaamheden
Lynk is universitair hoofddocent (associate professor) Recht aan de Western University in London (Ontario) in Canada, waar hij arbeidsrecht, constitutioneel recht en mensenrechten doceert. Daarvoor had hij gedurende een tiental jaren een juridische praktijk gespecialiseerd in arbeids- en vluchtelingenrecht in Ottawa en Toronto. Ook werkte hij in die periode voor de Verenigde Naties in Jeruzalem en hield zich daar bezig met vraagstukken op het gebied van mensenrechten en vluchtelingenproblematiek (waaronder die van de Palestijnse vluchtelingen).
Lynk heeft veel geschreven over arbeidsrecht en mensenrechten in Canada. Tevens heeft hij artikelen gepubliceerd over de toepassing van het Internationaal recht op het conflict in het Midden-Oosten. Regelmatig fungeerde hij als labour arbitrator, sprak regelmatig op conferenties en heeft hij regeringen en internationale organisaties geadviseerd over vraagstukken die verband hielden met arbeidsrecht en mensenrechten.

### Verenigde Naties
In maart 2016 werd hij door de Mensenrechtenraad van de Verenigde Naties benoemd tot 7e Speciaal Rapporteur over de situatie van de mensenrechten in de sinds 1967 door Israël bezette gebieden als opvolger van Makarim Wibisono.
Als speciaal rapporteur probeerde hij de situatie m.b.t. de mensenrechten in de door Israël militair bezette Palestijnse Gebieden in kaart te brengen. Dit werd bemoeilijkt vanwege het feit dat hij, zoals alle VN-functionarissen, Israël niet in mocht. Desalniettemin slaagde hij erin in 2017 zijn rapport te publiceren en aan de Secretaris-generaal van de Verenigde Naties aan te bieden. Tijdens een zitting van de VN-Mensenrechtenraad op 9 juli 2021 noemde hij de Israëlische nederzettingen op de Westelijke Jordaanoever een oorlogsmisdaad. Hij vroeg landen om Israël duidelijk te maken dat de "illegale bezetting" en haar verzet tegen het internationaal recht niet zonder gevolgen kan zijn.
Op 28 april 2022 bracht hij, in zijn functie als speciaal rapporteur, in de Algemene Vergadering van de Verenigde Naties zijn laatste jaarlijkse rapport uit over de 'Israëlische nederzettingen in de bezette Palestijnse Gebieden, inclusief Oost-Jeruzalem, en in de bezette Syrische Golan'.
Per 1 mei 2022 werd hij opgevolgd door Francesca Albanese.

## Waardering
In 2015 maakte Lynk deel uit van de jaarlijkse "honours list" van de Mayor of London (de burgemeester). Hij werd daarin geëerd voor zijn humanitaire inzet voor de samenleving.